# Miquel de Moragas i Spà
Miquel de Moragas i Spa (Barcelona, 1943) és un Catedràtic de Teoria de la Comunicació. Actualment és el Director de l'Institut de la Comunicació de la Universitat Autònoma de Barcelona (UAB), editor de l'Informe de la comunicació a Catalunya i germà d'Antoni de Moragas i Spà.

## Publicacions rellevants
- Semiótica y comunicación de masas, Gustavo Gili, Barcelona, 1970
- Teorías de la comunicación, Gustavo Gili, Barcelona, 1982
- Sociología de la comunicación de masas, Gustavo Gili, Barcelona, 1984
- Espais de comunicació: experiències i perspectives a Catalunya, Eds. 62, Barcelona, 1986
- Los Juegos de la Comunicación, Fundesco, Madrid, 1992
- Cultura, símbols i Jocs Olímpics. La mediació de la comunicació, CIC, Barcelona, 1992
- Descentralization in the Global Era. Television Regions and Small Countries in Europe, con C. Garitaonandía, eds., John Libbey Media, Londres, 1995
- Television in the Olympics, amb N.K. Rivenburgh i J.L. Larson, John Libbey Media, Londres, 1995.[4]
- Television on your doorstep. Decentralisation Experiences in the European Union. Luton (RU): University of Luton Press, 1999.
- La comunicación: de los orígenes a internet. Barcelona: Gedisa, 2012.